# Oscar Jespers
Pour les articles homonymes, voir Oscar et Jespers.

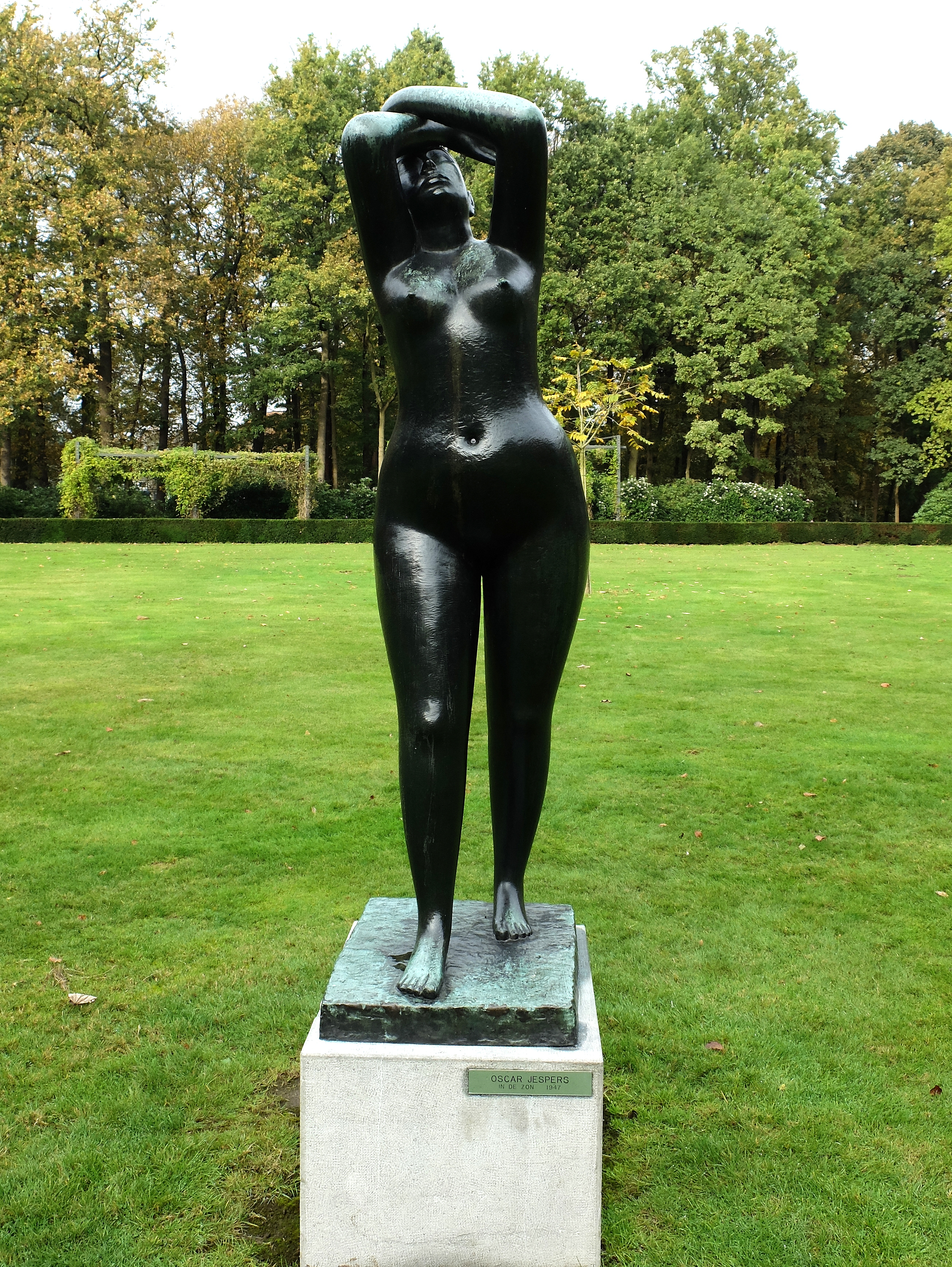
Oscar Jespers: Dans le soleil (1947) Anvers

Oscar Jespers né à Borgerhout (près d'Anvers) le 22 mai 1887 et mort à Woluwe-Saint-Lambert le 1er décembre 1970, est un sculpteur expressionniste belge.

## Vie et œuvres
Oscar Jespers est le fils du sculpteur Émile Jespers. Il a épousé Maria Carpentier.
Il étudie la sculpture à l'Académie royale des beaux-arts d'Anvers dans l'atelier de Thomas Vinçotte. En 1912, il s'installe dans son propre atelier.
Dans les années 1920, il sculpte principalement des œuvres en marbre dans un style cubique avec une nette inspiration africaine.
De cette époque est issu le Monument aux Morts en pierre naturelle blanche à Oostduinkerke. Les formes sont néanmoins ici plus naturalistes en comparaison avec d'autres œuvres du sculpteur à pareille époque. Il réalise également des sculptures monumentales pour l'abbaye d'Orval.
En 1928, il fait construire une maison à Woluwe-Saint-Lambert (avenue du Prince héritier, 149) par l'architecte avant-gardiste Victor Bourgeois et en fait son atelier. Il y habite jusqu'à son décès survenu en 1970.
Oscar Jespers forma avec son frère, le peintre avant-gardiste Floris Jespers, le poète Paul van Ostaijen et quelques autres, un groupe de jeunes artistes anversois de la Première Guerre mondiale.
Dans les années 1930 son œuvre devient plus expressionniste, notamment la Naissance en 1932. Cette œuvre est visible au parc Middelheim à Anvers. À partir de ces années-là, il abandonna souvent la pierre comme matériau.
L'utilisation de la terracotta lui permit de présenter des œuvres plus intimes et plus réalistes. Après la Seconde Guerre mondiale, il s'orienta vers le bronze.
Oscar Jespers a enseigné à l'École nationale supérieure d'Architecture et des Arts Décoratifs (ENSAAD - La Cambre) à Bruxelles. Il eut notamment pour élèves Willy Anthoons, Reinhoud d'Haese, Thérèse van der Pant, Michel Smolders et André Willequet.
Il était membre de l'Académie royale flamande des sciences, des lettres et des beaux-arts de Belgique, membre correspondant de l'Académie de Prague et professeur extraordinaire à l'Académie Jan Van Eyck de Maastricht.
Agé de 83 ans, le 1er décembre 1970, il meurt à son domicile, 149 avenue du Prince Héritier à Woluwe-Saint-Lambert. Trois jours plus tard, il est inhumé au nouveau cimetière d'Etterbeek à Wezembeek-Oppem.

## Œuvres
Quelques œuvres :
- Monument aux Morts de 1914-1918 - Oostduinkerke ;
- La Naissance 1932) - parc Middelheim - Anvers ;
- Monument funéraire de van Ostaijen (1937) - cimetière Schoonselhof - Anvers ;
- Au Soleil (1947) - parc Middelheim - Anvers ;
- L'Hiver (+/- 1950) - parc du Cinquantenaire - Bruxelles ;
- Saint Christophe (1957) - église St-Christophe - Charleroi;
- La Grande Trapéziste (1958) - Woluwe-Saint-Lambert (centre sportif Poséidon) ;
- Bas-relief de l'Office des chèques postaux, rue de la Croix de Fer, Bruxelles (bâtiment construit par Victor Bourgeois) ;
- Les Quatre Saisons (frise) - mur de la C.G.E.R., rue du Fossé aux Loups, Bruxelles ;
- Bas-relief sur la maison du peintre Edgard Tytgat (portrait du peintre regardant une jeune modèle) - rue de la Cambre 262 - Woluwe-Saint-Lambert ;
- Suzanna (1964) - Utrecht.

## Hommages et Distinctions[3]
L'« Avenue Oscar Jespers » perpétue sa mémoire à  Woluwe-Saint-Lambert.
Les distinctions suivantes lui ont été décernées :
- Prix quinquennal de sculpture de l'État belge ;
- Chevalier de l'ordre de Léopold (Belgique) ;
- Chevalier de l'ordre de la Couronne (Belgique) ;
- Chevalier de la Légion d'honneur (France).